# 皇南洞
皇南洞（：／ Hwangnam dong */?）是大韩民国庆尚北道庆州市下辖的一个洞。

## 主要设施
- 慶州市立圖書館
- 慶州交叉路
- 慶州工業高等學校